# Java (programspråk)
Java är ett objektorienterat programspråk som konstruerades av bland andra James Gosling på Sun Microsystems under 90-talets tidigare hälft. Ursprungligen kallades språket D, för att sedan ändras till Oak, men Sun bytte slutligen ut namnet ytterligare en gång, och Java presenterades för världen 23 maj 1995. Anledningen till namnbytet var att Oak var upptaget. Programspråket är idag ett av de mest använda språken och används för allt från diskmaskiner till mobilspel.

## Historia
Java-plattformen och programspråket började som ett internt projekt hos Sun Microsystems i december 1990 för att ge ett alternativ till C++ och C. Ingenjören Patrick Naughton var frustrerad över API:erna som Sun hade skapat för C och C++. Medan han övervägde att säga upp sig och börja på NeXT istället, fick han erbjudande om möjligheten att utveckla en ny teknik, och därmed startade Stealth Project.
Det dröjde inte länge innan Stealth bytte namnet till Green Project och fick tillskott genom att James Gosling och Mike Sheridan började hjälpa till med projektet. Tillsammans med andra ingenjörer började de utveckla i ett litet kontor på Sand Hill Road i Menlo Park, Kalifornien. Deras mål var att utveckla en ny teknologi för programmering av nästa generations smarta enheter.
Projektgruppen övervägde att använda C++ till en början, men valde att inte göra så av flera anledningar. Eftersom de utvecklade ett inbäddat system med begränsade resurser, bestämde de sig för att C++ behövde för mycket minne och att dess komplexitet ledde till att utvecklare lättare kunde råka skriva fel. På grund av programmets brister i fråga om skräpsamling skulle utvecklare behöva hantera systemets minne manuellt, vilket är en utmanande och krånglig uppgift. Gruppen ville bygga en plattform som kunde flyttas enkelt till olika typer av enheter.
Bill Joy hade idéer om ett nytt programspråk influerat av Mesa och C. Han kom med ett förslag i ett dokument kallat Further att ingenjörerna skulle skapa en objektorienterad miljö baserad på C++. I början så försökte Gosling att modifiera och utöka C++ (han refererade till detta med "C++ ++ --") men han övergav sitt försök till detta och bestämde sig istället för att skapa ett helt nytt programspråk. Detta kallade han för Oak, eftersom det stod just en ek utanför hans kontor.
År 1994 bytte Sun namn på språket Oak till Java efter de upptäckt att Oak Technology hade ensamrätt till namnet. Trots att Java 1.0a kunde laddas ned redan 1994, kom inte den första riktiga publika versionen, Java 1.0a2, förrän 23 maj 1995 då den presenterades på SunWorld-konferensen.

### Versionhistorik
Sedan den första versionen av Java släpptes har programspråket fått flera uppdateringar. Av dessa är samtliga versioner mellan 1.0 och 8, samt versionerna 11, 17 och 21 så kallade long term support releases, vilket innebär att Oracle kommer att fortsätta stödja dessa versioner längre än de övriga.
| Version | Datum | Urval av nya funktioner | Stöd upphör |
| ------- | ----- | --- | ----------- |
| 1.0     | 1995  | - | 2002        |
| 1.1     | 1997  | - Stöd för JIT-kompilatorer - JavaBeans API - Serialisering - Stöd för Unicode 2.0 - AWT API, för att enkelt kunna skapa grafiska användargränssnitt. | 2003        |
| 1.2     | 1998  | - Förbättrad säkerhetsmodell - Prestandaförbättringar - Nyckelordet strictfp - Collections API, för att lättare kunna hantera samlingar med data. - Swing API, för att enklare hantera grafiska användargränssnitt. | 2003        |
| 1.3     | 2000  | - JNDI inkluderas direkt, och är inte längre ett tillägg. - Förbättrad säkerhet och prestanda. | 2011        |
| 1.4     | 2002  | - Nyckelordet assert - Verktyg för hantering av XML - Verktyg för utskrifter - Möjlighet att skapa kedjor av undantag (exceptions) - Förbättrad I/O-hantering ijava.nio | 2013        |
| 5       | 2004  | - Generiska klasser och metoder - Förbättrad for-loop, som enklare kan användas för att löpa igenom alla element i en samling. - Nyckelordet enumför att skapa uppräkningstyper - Automatisk omvandling mellan primitiva datatyper och respektive omslagsklass (autoboxing) - Varargs - Statiska importer - Annotationer - Nya verktyg för att hantera trådar | 2015        |
| 6       | 2006  | - Prestandaförbättringar - API för att köra skriptspråk i JVM - API för att starta en Javakompilator programmatiskt. - Förbättrad hantering av användargränssnitt. | 2018        |
| 7       | 2011  | - Möjlighet att använda strängar i switch-satser - Möjlighet att skriva heltal i binär form i källkoden. - Möjlighet att utelämna typargument vid instantiering av generiska klasser i de fall kompilatorn ändå kan sluta sig till vilken typ som avses. Alltså möjliggjordes kod som List<String> words = new ArrayList<>() där typargumentet Stringtidigare skulle ha krävts även vid konstruktoranropet till ArrayList. - try-with-resources d.v.s. möjligheten att specificera ett antal resurser, ofta strömmar eller skannrar, vilka automatiskt kommer att stängas efter ett try-block oavsett om ett undantag skapades eller ej. - Möjlighet att låta samma catch-block fånga olika sorters undantag. | 2022        |
| 8       | 2014  | - Lambda-uttryck, vilka låter användaren behandla funktioner som variabler. - Streams API, ett tillskott till Collections API som tillsammans med lambda-uttryck möjliggör en del uttryck från funktionell programmering, t.ex. map och reduce. - Referenser till metoder på formen String::toString - Default-metoder i gränssnitt. - Möjlighet att repetera annotationer. | 2030        |
| 9       | 2017  | - Moduler. - Privata metoder i gränssnitt. - Möjlighet att använda variabler som resurser i try-with-resources. | 2018        |
| 10      | 2018  | - Typinferens för lokala variabler med nyckelordet var. | 2018        |
| 11      | 2018  | - Stöd för Unicode 10 - Förbättringar i standardbiblioteket. | 2026        |
| 12      | 2019  | - Stöd för Unicode 11 - Förbättringar i standardbiblioteket. | 2019        |
| 13      | 2019  | - Stöd för Unicode 12 - Förbättringar i standardbiblioteket. | 2020        |
| 14      | 2020  | - Möjlighet att använda switch-satser som ett uttryck. - NullPointerException ger mer information än tidigare. - Förbättringar i standardbiblioteket. | 2020        |
| 15      | 2020  | - Möjlighet att skapa block av text som innehåller flera rader. - Stöd för Unicode 13. - Förbättringar i standardbiblioteket. - Ny skräpsamlare. | 2021        |
| 16      | 2021  | - Möjlighet att använda mönstermatchning (pattern matching) i instanceof-satser. - Införande av s.k. record-klasser, vilka möjliggör enklare datahantering. - Förbättringar i standardbiblioteket. | 2021        |
| 17      | 2021  | - Möjlighet för klasser att begränsa vilka klasser som får ärva från dem med det nya nyckelordet sealed. - Förbättringar i standardbiblioteket. | 2029        |
| 18      | 2022  | - UTF-8 är numera standard för alla klasser i standardbiblioteket. - Övriga förbättringar i standardbiblioteket. | 2022        |
| 19      | 2022  | - Stöd för Unicode 14. - Förbättringar i standardbiblioteket. | 2023        |
| 20      | 2023  | - Stöd för Unicode 15. - Förbättringar i standardbiblioteket. | 2023        |
| 21      | 2023  | - Stöd för mönstermatchning för record-klasser i instanceof-satser. Exempelvis möjliggörs följande:if (object instanceof Point(double x, double y)) { System.out.println("x-värde " + x); System.out.println("y-värde " + y); } - Stöd för mönstermatchning i switch-satser. Följande kod visar ett exempel på detta:public interface Pet { ... } public class Dog implements Pet { public String bark() { return "Voff!"; } ... } public class Cat implements Pet { public String meow() { return "Mjau!"; } ... } public class Main { public static String getGreeting(Pet pet) { return switch (pet) { case Dog d -> d.bark(); case Cat c -> c.meow(); default -> "?"; }                                   | 2031        |
| 22      | 2024  | - Möjlighet att använda _ i stället för en variabel, exempelvis i for-satser. | 2024        |

## Design
De viktigaste designmålen för Java var:
1. Det ska vara enkelt, objektorienterat och bekant.
2. Det ska vara robust och säkert.
3. Det ska ha en arkitekturoberoende och portabel miljö.
4. Det ska kunna exekveras med höga prestanda.
5. Det ska vara tolkat, trådat och dynamiskt.

Plattformsoberoendet uppnås genom att det färdiga Javaprogrammet kompileras till bytekod istället för till maskinkod. Denna bytekod tolkas och körs sedan i ett vanligt plattformsberoende program, en "virtuell maskin". Detta extra steg gör att Java historiskt sett varit långsammare än kompilerande programspråk, men skillnaden har krympt i och med introduktionen av JIT-kompilatorer, exempelvis Suns egna HotSpot och BEAs JRockit

Javakod.

Den 13 november 2006 släppte Sun Microsystems sin tillämpning av Java under den fria licensen GPL. Ända sedan Javas tillkomst har Javautvecklare debatterat om Java ska släppas som fri mjukvara eller inte. Java har varit gratis att ladda ner och använda, men licensen har begränsat distribution och förändring. Detta har bland annat hindrat Java från att skickas med de flesta Linuxdistributioner och gjort att en del utvecklare som endast vill arbeta med fri källkod undvikit Java.
Man skapar ett Java-program i flera steg:
1. Man börjar med att tillverka en källfil. Källfilen består av vanlig text som följer Javas syntax.
2. När källfilen är klar måste den kompileras av en kompilator till en bytekodfil. Bytekodfilen kan läsas av Java Virtual Machine (JVM), en emulerad dator eller exekveringsmiljö.
3. Varje dator som kör programmet använder en programtolkare som tar JVM till hjälp för att tolka bytekoden till instruktioner som datorn kan utföra.

I Java får en klass endast ha en superklass, till skillnad från exempelvis C++. Multipla arv av klasser är således inte tillåtet. En klass kan dock verka på mer än ett gränssnitt (eng. interface).
En fördel med Java är att språket har ett stort bibliotek med färdiga datastrukturer, bibliotek och ramverk, bland annat för nätverksanslutning och för att visa grafiska fönster på ett enkelt sätt.

## Programexempel

### Hello world
"Hello, World!" med terminalutskrift:
```
public
 
class
 
Hello
 
{

    
public
 
static
 
void
 
main
(
String
[]
 
args
)
 
{

      
System
.
out
.
println
(
"Hello World!"
);

    
}

}

```

"Hello, World!" med grafisk utskrift:
```
import
 
javax.swing.*
;

public
 
class
 
Hello
 
{

    
public
 
static
 
void
 
main
(
String
[]
 
args
)
 
{

      
JOptionPane
.
showMessageDialog
(
null
,
 
"Hello World!"
);

    
}

}

```

### Inmatning, utmatning
Här är ett enkelt exempel på hur man skriver ut information och får inmatning av användaren.
```
import
 
java.util.Scanner
;

public
 
class
 
JavaDemo
 
{

  
public
 
static
 
void
 
main
(
String
[]
 
args
)
 
{

    
System
.
out
.
println
(
"Hej, vad heter du?"
);

    
Scanner
 
scan
 
=
 
new
 
Scanner
(
System
.
in
);

    
String
 
namn
 
=
 
scan
.
nextLine
();

    
System
.
out
.
println
(
"Hej, "
 
+
 
namn
 
+
 
". Ditt namn börjar på "
 
+
 
namn
.
charAt
(
0
));

  
}

}

```

Ett väldigt enkelt program. Metoden charAt() med parametern 0 (noll) returnerar första tecknet i strängen (en datatyp för text) namn.
Alltså kommer programmet se ut så här när det körs:
```
Hej, vad heter du?
"Robert Ahlberg"
Hej, Robert Ahlberg. Ditt namn börjar på R

```

Det som är skrivet inom Citationstecken matas in av användaren.

### Personinformation
Följande klassdefinition demonstrerar hur en enkel typ definieras i Java i form av en klass. I detta fall beskriver klassen en person med några typiska attribut för en sådan, till exempel namn (name) och ålder (age), samt några metoder för att sätta och hämta värden från attributen.
```
public
 
class
 
Person
 
{

    
private
 
String
 
name
;

    
private
 
String
 
location
;

    
private
 
int
 
age
;

    
public
 
Person
(
String
 
name
,
 
String
 
location
,
 
int
 
age
)
 
{

        
this
.
name
 
=
 
name
;

        
this
.
location
 
=
 
location
;

        
this
.
age
 
=
 
age
;

    
}

    
public
 
void
 
setName
(
String
 
newName
)
 
{
 
name
 
=
 
newName
;
 
}

    
public
 
void
 
setLocation
(
String
 
newLocation
)
 
{
 
location
 
=
 
newLocation
;
 
}

    
public
 
void
 
setAge
(
int
 
newAge
)
 
{
 
age
 
=
 
newAge
;
 
}

    
public
 
String
 
getName
()
 
{
 
return
 
name
;
 
}

    
public
 
String
 
getLocation
()
 
{
 
return
 
location
;
 
}

    
public
 
int
 
getAge
()
 
{
 
return
 
age
;
 
}

    
public
 
String
 
toString
()
 
{
 
return
 
"Name: "
 
+
 
name
 
+
 
" (Age: "
 
+
 
age
 
+
 
")"
;
 
}

}

```

## Olika versioner av Java

### Java ME
Java Platform, Micro Edition, eller Java ME, är en Java-plattform avsedd för inbyggda system (mobila enheter är en typ av sådana system). Målenheter är allt från industriella styrsystem till mobiltelefoner (speciellt funktionen telefoner) och set-top-boxar. Java ME var tidigare känt som Java 2 Platform, Micro Edition (J2ME). I september 2012 använde mer än 3 miljarder mobiltelefoner Java. Teknologin bakom Java ME skapades för att hantera de resursbegränsningar som kommer med små enheter, såsom minne, teckenruta eller energiförbrukning.

### Java SE
Java Standard Edition, är en version av Java som används för skrivbords- och klient-tillämpningar.

### Java EE
Java Enterprise Edition, en version/plattform med inbyggda ramverk som löser vanliga problemställningar i till exempel avancerade servertillämpningar. Java EE är antagligen det populäraste tillämpningsområdet av Java för tillfället,[källa behövs] och är en populär teknik för att tillämpas på exempelvis finans- och banksystem. Se J2EE. 
Exempel på tekniker som samlats under samlingsnamnet JEE:
- Enterprise JavaBeans
- Java Messaging Service
- Java Transaction Service

## Undantagshanteringssystemet
Java som programmeringsspråk erbjuder en omfattande felkontrollmekanism. Ett av de huvudsakliga sätten att uppnå detta är undantagshanteringssystemet (exception). När ett fel uppstår under programmet kan Java implementera ett undantag där objektet återspeglar felet. Detta system gör det möjligt för programmet att hantera fel på ett strukturerat sätt och inte på ett sådant sätt att programmet kraschar eller gör det svårt att köra programmet.
I Java hanteras undantag med systemet try-catch-finally-block. Try-satsen innehåller koden som kastar undantaget och Catch-satsen innehåller koden som hanterar undantaget. Finally-satsen är proceduren efter dessa, som rensar resurserna när de tidigare satserna har körts. 
Java tillhandahåller också en mekanism där kast- och fångstmetoderna implementeras på olika sätt, där programmeraren definierar sina handlingar. Detta ger programmerare en bra möjlighet att göra flexibel felhantering utöver de vanliga undantagshanteringsprocedurerna i programmeringsspråket Java.
Programmeringsspråket Java har också ett annat sätt att hantera fel och det bygger på den typsäkra mekanismen. Programmeringsspråket Java är ett starkt "nyckelspråk", vilket innebär att typen av variabler måste vara fullständigt deklarerade vid den tidpunkt den definieras. Detta hjälper till med fel som typinkompatibilitet och undantag för nollpekare.
Generellt är felhanteringsmekaniken i programmeringsspråket Java pålitlig och med hjälp av dessa är det möjligt att programmera in stabil och lätthanterlig kod i mjukvara.

## Övrig information
- Java klarar av Unicode direkt, till skillnad från många andra programspråk, vilket underlättar användning av språk som inte stöds av andra teckenuppsättningar, såsom ISO 8859-1, exempelvis grekiska och asiatiska språk.
- Java skall inte förväxlas med JavaScript, som visserligen också är plattformsoberoende men har ett helt annat ursprung. JavaScript behöver inte förkompileras på samma sätt som Java, utan exekveras direkt av en programtolk. JavaScript har traditionellt använts näst intill uteslutande importerat till, eller inbäddat i HTML-kod, avsedd för webbsidor. På senare tid har emellertid dess popularitet som skriptspråk på serversidan ökat avsevärt, mycket tack vare plattformen Node.js. Det faktum att namnen liknar varandra har lett till mycket förvirring, och än idag finns det många som tror att JavaScript är synonymt med Java, när det i själva verket inte finns något särskilt samband som motiverar de snarlika namnen. JavaScript är ursprungligen hämtat ur Ecmascript men uppfattas som inspirerat av Java, på grund av liknande syntax, men skiljer sig semantiskt väldigt mycket, till exempel genom att variablerna i JavaScript saknar uttryckliga datatyper.
- Realtidsjava är ett aktivt forskningsområde, där flera olika angreppssätt tillämpas.
- Mycket av syntaxen för Java kommer från C och C++.
- Många kända spel och program, till exempel Minecraft och Nasa world wind är programmerade i språket.